# Les Midis d'RTL9
Les Midis d'RTL9 était un magazine télévisé luxembourgeois présenté en duo par Marylène Bergmann et Thierry Guillaume et diffusé du lundi au vendredi de 12h25 à 13 heures du 2 septembre 1996 au 5 décembre 1997 sur RTL9. Le magazine fut aussi coprésenté pendant quelques mois par l'humoriste Didier Gustin.
La rédactrice en chef et productrice de l'émission était Françoise Gaujour.

## Principe de l'émission
Chaque jour, une personnalité venue de tous les horizons (littérature, sport, chanson, cinéma) était invitée pendant une heure à la table de Marylène Bergmann dans le studio RTL9 du CNIT à la Défense. Marylène Bergmann et Thierry Guillaume questionnaient l'invité sur son actualité et quelques chroniques et conseils entrecoupaient l'entretien.

#### Vidéos
- Extrait de l'émission en 1996 (format WMV).
- Extrait de l'émission avec Pierre Mondy, Mireille Dumas, Christine Bravo, Philippe Bouvard (format WMV).